# Júlio César (ur. 1983)
Júlio César, właśc. Júlio César Mendes Moreira (ur. 19 stycznia 1983 w Pouso Alegre w stanie Minas Gerais) – brazylijski piłkarz występujący na pozycji pomocnika.

## Kariera piłkarska

### Kariera klubowa
W 8 lat rozpoczął naukę w Akademii Piłkarskiej Ituano Itu. W 2000 rozpoczął karierę piłkarską w CRAC, w którym występował przez 5 lat. 23 lutego 2006 podpisał kontrakt z bułgarskim klubem Belasica Petricz, a już od 1 września 2006 bronił barw tureckich klubów Denizlispor, Eskişehirspor i Kocaelispor. W 2009 powrócił do Bułgarii, gdzie został piłkarzem PFK Montana. W styczniu 2010 podpisał 2,5-letni kontrakt z Metałurhiem Donieck. Nie potrafił przebić się do podstawowego składu, dlatego już latem opuścił klub. W sierpniu 2010 podpisał kontrakt z indonezyjskim klubem Sriwijaya FC, a w lutym 2011 powrócił do Brazylii, gdzie został piłkarzem klubu Ipatinga FC.